# Glitter (colonna sonora)
Glitter è l'ottavo album in studio di Mariah Carey, registrato come colonna sonora per il film omonimo e pubblicato nel 2001.

## Descrizione
Uscito per l'etichetta Virgin Records, ebbe scarso successo e vendette molte meno copie rispetto ad altri dischi della cantautrice . Alcuni critici hanno apprezzato ugualmente Glitter, per la sua diversità stilistica: la rivista Rolling Stone l'ha premiato con tre stelle e lo ha ritenuto "un grande passo avanti per la Carey, eterna ragazzina pop/r&b ... addirittura superiore a Lady Marmalade per il film Moulin Rouge!. Giudizi lusinghieri sono arrivati anche da Amazon.com e Yahoo.Launch.com. Altri hanno invece stroncato l'album, sostenendo che la cantautrice avesse compiuto una svolta musicale scontata e non convincente.
Nella classifica Hamilton Chart, Glitter rimase al primo posto per una sola settimana. Fu anche nominato con un Pedeo Award come "Miglior Album".
Realizzato come un concept album con musica ispirata ai primi anni ottanta, il disco contiene collaborazioni con importanti artisti pop/rock: Rick James ha scritto All My Life, Jimmy Jam e Terry Lewis rielaborarono la loro canzone Didn't Mean to Turn You On e scrissero con la Carey Want You, mentre i Cameo lavorarono al singolo di lancio Loverboy. Vi sono anche duetti con i rapper Busta Rhymes, Mystikal, Da Brat, Ludacris, Fabolous, Shawnna, 22, Ja Rule, Nate Dogg e Cameo e il cantante r&b Eric Benét. Nel finale della seconda traccia, la ballata Lead The Way, Mariah si cimenta in una nota vocale di circa 18 secondi.
L'album debuttò al settimo posto di Billboard, e rimase nella top 20 per due settimane e in classifica per dodici. L'album ha venduto poco più di 3 milioni di copie, e negli Stati Uniti è stato premiato dalla RIAA con un disco di platino. Glitter ebbe all'estero maggiore successo di classifica e vendite, in Giappone, Grecia, Corea del Sud (disco d'oro), Singapore (2 dischi di platino), Taiwan, Hong Kong, Filippine (numero 3), Spagna (numero 3, oro), Canada (numero 4, platino), Francia (numero 5, oro), Italia (numero 5), Germania (numero 7), Gran Bretagna (numero 10), Irlanda (numero 84) e Svizzera (numero 10).
Loverboy arrivò al secondo posto di Billboard e diventò il singolo più venduto del 2001 negli USA, in parte grazie al prezzo di vendite ridotto. Gli altri due singoli, Never Too Far e Don't Stop (Funkin' 4 Jamaica), non ebbero però altrettanto successo. Per Last Night a DJ Saved My Life fu anche girato un videoclip, poi accantonato dopo che la Virgin Records aveva licenziato la Carey. Reflections (Care Enough) e Lead the Way furono rilasciati in sola promozione radiofonica fuori degli USA, sebbene alcune copie del primo siano ancora in vendita in alcuni negozi americani. Entrambi sono disponibili su eBay.
La canzone If We fu rifatta nel 2004 da Damizza e richiamata What Would You Do, con Cassidy, Nate Dogg e Mariah. Damizza litigò con Shade Sheist e lo sostituì con Cassidy nella versione singolo. Sheist rispose con un proprio remix intitolato G-Mix, con Nune e la Carey. What Would You Do ebbe molto successo sulla West Coast, e la Carey la cantò anche durante un tour a Los Angeles, ma nel resto degli USA e in Europa non ottenne buoni risultati.

## Tracce
1. Loverboy (Remix feat. Da Brat, Ludacris & Shawna) – 4:30 (Larry Blackmon, Da Brat, Mariah Carey, Thomas Jenkins, Ludacris, Shawnna)
2. Lead the Way – 3:53 (Walter Afanasieff, Mariah Carey)
3. If We – 4:20 (Jeffrey Atkins, Mariah Carey, Nathaniel Hale, Howard Hersh, Damion Young)
4. Didn't Mean to Turn You On – 4:54 (James Harris, Terry Lewis)
5. Don't Stop (Funkin' 4 Jamaica) (feat. Mystikal) – 3:37 (Mariah Carey, DJ Clue, Toni Smith)
6. All My Life – 5:09 (Rick James)
7. Reflections (Care Enough) – 3:20 (Mariah Carey, Pierre Philippe)
8. Last Night a DJ Saved My Life – 6:43 (Michael Cleveland)
9. Want You (feat. Eric Benèt) – 4:43 (Mariah Carey, Terry Lewis, James "Big Jim" Wright)
10. Never Too Far – 4:21 (Mariah Carey, Terry Lewis)
11. Twister – 2:26 (Mariah Carey, Terry Lewis, James "Big Jim" Wright)
12. Loverboy (feat. Cameo) – 3:49 (Larry Blackmon, Da Brat, Mariah Carey, Thomas Jenkins, Ludacris, Shawnna)

## Promozione
| Video Promo                      | Radio Promo / Singolo            | Data di uscita    | USA Billboard Hot 100 |
| Loverboy                         | Loverboy                         | 9 giugno, 2001    | # 2                   |
| Loverboy (Remix)                 |                                  | Giugno, 2001      |                       |
| Never too far                    | Never too far                    | 25 agosto, 2001   | # 105                 |
| Don't stop (Funkin' for Jamaica) | Don't stop (Funkin' for Jamaica) | 20 ottobre, 2001  | # 123                 |
| Never too far / Hero (Medley)    | Never too far / Hero (Medley)    | 22 dicembre, 2001 | # 81                  |

## Posizioni in classifica
| America del Nord  | Max posizione |
| ----------------- | ------------- |
| USA Billboard 200 | 7             |
| Canada            | 4             |
| Europa            | Max posizione |
| Spagna            | 3             |
| Francia           | 4             |
| Italia            | 5             |
| Germania          | 7             |
| UK                | 10            |
| Olanda            | 12            |
| Austria           | 14            |

| Oceania       | Max posizione |
| ------------- | ------------- |
| Nuova Zelanda | 11            |
| Australia     | 13            |